# Odrowski
Odrowski (Brochwicz odmienny) – kaszubski herb szlachecki, znany z jedynego przedstawienia pieczętnego.

## Opis herbu
Opis z wykorzystaniem zasad blazonowania, zaproponowanych przez Alfreda Znamierowskiego:
W polu jeleń biegnący w lewo. Klejnot i labry nieznane.

## Najwcześniejsze wzmianki
Pieczęć z 1570 roku.

## Rodzina Odrowskich
Rodzina pochodząca ze wsi Odry. Pierwsza wzmianka z 1570 (Szymon, Maciej, Sebastian, Jakub, Krzysztof, Wojciech Odrowscy w Odrach i Sebastian Odrowski we wsi Krąg). W roku 1648 Odrowscy mieli już tylko część Odrów a ponadto wieś Wielka Komorza. Odrowscy notowani byli jeszcze we wsiach: Dębina, Trzebciny (1676), Zarzecze (1682), Tytlewo (1667), Osowo oraz Kamlarki (Jan i Stanisław Odrowscy do 1719). Rodzina nie pełniła żadnych ważniejszych urzędów, spisy wymieniają jedynie Michała Odrowskiego, ławnika sądu ziemskiego w Tucholi w latach 1662-1677. Odrowskich nie wymieniają już listy lenne z 1772, chociaż zachowało się ich nazwisko; widocznie przestali być posiadaczami ziemskimi.

## Herbowni
Odrowski. Rodzina ta zaczęła używać od XVII wieku herbu Pomian.